# Кианит
Кианитът (от гръцката дума kuanos, понякога срещана като kyanos, означаваща „дълбоко синьо“) е минерал, който се среща на плоски, издължени, кристали. Към средата е малко изпъкнал. Има небесносин цвят. По него има малки, полегнали, плоски кристали, които са „залепени“ за основния кристал.